# Microeuraphia aestuarii
Microeuraphia aestuarii is een zeepokkensoort uit de familie van de Chthamalidae. De wetenschappelijke naam van de soort werd voor het eerst geldig gepubliceerd in 1963 door Stubbings als Chthamalus aestuarii.